# Joan Porqueras i Fàbregas
Joan Pau Fàbregas Llauró, també conegut com a Joan Porqueras i Fàbregas (Sant Martí de Provençals, Barcelona 1893 - Londres 1966) fou economista i polític català.
El seu pare era taverner, i ell va estudiar tenidoria de llibres. Fou ferit durant els fets de la Setmana Tràgica de Barcelona i hagué de fugir a l'Argentina fugint de la repressió
Fill del taverner Pau Fábregas, va fer estudis primaris de tenidoria de llibres (comptabilitat). Participà en els fets de la Setmana Tràgica (1909), fou ferit i fugí de la repressió marxant a l'Argentina, on hi va treballar de forner. També va viure als Estats Units, on va aprendre anglès. Al cap d'uns anys tornà a Barcelona i treballà en la taberna del seu pare, com a forner i com a venedor. Alhora. es va interessar per l'economia i va ingressar al Sindicat de Professions Liberals de la CNT i a l'Ateneu Enciclopèdic Popular. Va fundar l'Institut de Ciències Econòmiques de Catalunya, on impartí tres cursos d'economia orientats a la classe treballadora. Participà en les eleccions municipals del 1931 com a candidat a l'ajuntament de Barcelona per Esquerra Republicana de Catalunya, Del 1932 al 1933 va publicar Assaig d’Economia Política.
Quan esclatà la guerra civil espanyola va donar suport actiu a les autoritats republicanes catalanes. El 27 de juliol del 1936 fou representant del Sindicat d'Ensenyament i Professions Liberals de la CNT al Consell de l'Escola Nova Unificada (CENU) i l'agost del 1936 fou nomenat vocal per la CNT al Consell d'Economia del govern de la Generalitat de Catalunya presidit per Josep Tarradellas i Joan. Va signar el Decret de Col·lectivitzacions del 2 d'octubre del 1936 i elaborà el projecte de mobilització civil. Fou conseller d'economia de la Generalitat de Catalunya del 26 de setembre a l'11 de desembre de 1936. Després dels fets de maig els seus enfrontaments amb el PSUC es van fer més evidents i el 1938 es va exiliar a França. Quan va esclatar la Segona Guerra Mundial marxà a Londres, on col·laborà a la BBC.
Erròniament se l'ha identificat a vegades com a "Joan Porqueras i Fàbregas". Es tracta d'un error, ja que el cognom Porqueras no ha format mai part de la família del economista. La confusió esdevé segurament perquè molts cops firmava com a Joan P. Fàbregas (la P. era de Pau).

## Obres
- Irlanda i Catalunya. Paral·lelisme polític-econòmic (1932)
- Les possibilitats econòmiques d'una Catalunya independent (1932)
- Assaig d'Economia Política (1932-34)
- Els factors econòmics de la revolució (1937)
- Vuitanta dies al govern de la Generalitat (1937)
- Les finances de la revolució (1937)